# Saint-Nizier-le-Désert
Saint-Nizier-le-Désert är en kommun i departementet Ain i regionen Auvergne-Rhône-Alpes i östra Frankrike. Kommunen ligger  i kantonen Chalamont som ligger i arrondissementet Bourg-en-Bresse. Kommunens areal är 24,96 km². År 2022 hade Saint-Nizier-le-Désert 922 invånare.

## Befolkningsutveckling
Antalet invånare i kommunen Saint-Nizier-le-Désert
Referens: INSEE